# Primeiro Consistório Ordinário Público de 1923
Pio acrescentou dois cardeais italianos em 23 de maio de 1923.

## Cardeais Eleitores
| Nº                 | País               | Nome                                 | Idade              | Cargo                                                                       | Título ou Diaconia                               |
| Cardeais eleitores | Cardeais eleitores | Cardeais eleitores                   | Cardeais eleitores | Cardeais eleitores                                                          | Cardeais eleitores                               |
| ------------------ | ------------------ | ------------------------------------ | ------------------ | --------------------------------------------------------------------------- | ------------------------------------------------ |
| 1                  | Itália             | Giovanni Nasalli Rocca di Corneliano | 50                 | Arcebispo de Bolonha                                                        | Cardeal-Presbítero de Santa Maria na Traspontina |
| 2                  | Itália             | Luigi Sincero                        | 53                 | assessor da Congregação para os Bispos e secretário do Colégio dos Cardeais | Cardeal-diácono de São Jorge em Velabro          |

## Link Externo
- «Catholic Hierarchy» (em inglês)